# Amphitrite (okręt)
„Amphitrite” – nazwa noszona na przestrzeni dziejów przez okręty Marine nationale:
- „Amphitrite” (Q94) – okręt podwodny typu Amphitrite z okresu I wojny światowej[1]
- „Amphitrite” (Q159) – okręt podwodny typu Diane z okresu międzywojennego i II wojny światowej[2]